# Folckerslache
Folckerslache war ein Hof und ist eine Wüstung in der Gemarkung Niederdorfelden im Main-Kinzig-Kreis in Hessen.

## Geografische Lage
Die genaue Lage der Wüstung ist unbekannt, wird aber bei Niederdorfelden vermutet.

## Geschichte
Die älteste erhaltene Erwähnung stammt aus dem Jahr 1408. Damals gehörte Folckerslache zum Amt Windecken der Herrschaft und späteren Grafschaft Hanau, ab 1458: Grafschaft Hanau-Münzenberg. 1582 wird der Hof als „wüst“ bezeichnet.

## Historische Namensformen
- Volkirsloych (1408)
- Folckerslacher Hof (1457)
- Volkerslohe (1593)